# Tawee Boonyaket
Thawi Bunyaket (10 tháng 11 năm 1904 - 3 tháng 11 năm 1971, tiếng Thái: ทวี บุณยเกตุ,Thawi Bunyaket là một chính trị gia Thái Lan và Thủ tướng trong thời hạn ngắn.
Sau khi học tại trường Cao đẳng của nhà vua, Đại học Cambridge và École nationale d'Supérieure de Agronomie Grignon (Pháp), ông bắt đầu làm việc như một quan chức chính phủ tại Bộ Nông nghiệp Thái Lan. Vào ngày ngày 24 tháng 6 năm 1932, ông gia nhập nhóm đảo chính của năm 1932 cuộc đảo chính, Đảng nhân dân. Ông trở thành tổng thư ký nội các của Nguyên soái Phibunsongkhram, và Bộ trưởng Bộ Giáo dục trong nội các của Khuang Abhaiwongse. Khi Khuang từ chức ngay sau khi kết thúc Chiến tranh Thế giới II, ông được bầu làm thủ tướng vào ngày 31 tháng 8 năm 1945 và thành lập chính quyền Thái thứ 12. Tuy nhiên, ông đã chỉ lựa chọn bởi vì các ứng cử viên ưa thích Seni Pramoj, trưởng của Thái di chuyển miễn phí, không có sẵn. 17 ngày sau khi đắc cử, vào ngày 17 tháng 9, ông đã từ chức để giải phóng các bài cho Seni Pramoj.
Sau đó, ông trở thành chủ tịch của ủy ban soạn thảo hiến pháp trong chính phủ của Nguyên soái Sarit Dhanarajata.